# Taleta Tupuola

a Compétitions nationales et continentales officielles uniquement.

b Matchs officiels uniquement.
Dernière mise à jour le 18/09/21.
Taleta Tupuola, né le 9 juillet 1989 à Wellington, est un joueur néo-zélandais de rugby à XV évoluant au poste d'ailier ou de centre. Il fait partie de l'effectif de l’AS Béziers depuis 2023.

## Biographie
Jeune international néo-zélandais de rugby à sept, Taleta Tupuola rejoint le centre de formation du Montpellier HR en juin 2012 en provenance des Hurricanes,. Il fait ses débuts avec l'équipe première du Montpellier HR en Top 14 le 13 avril 2013 contre le Stade toulousain (victoire 10 à 8 pour les Héraultais).
Il rejoint l'US Montauban en juin 2013 puis en 2018, il rejoint le FC Grenoble, avant de retourner à Montauban en 2021. Il rejoint l’AS Béziers en 2023.

## Palmarès
- Championnat de France de première division :
  - Barragiste (1) : 2013 avec le Montpellier HR

- Barrage d'accession au Top 14 :
  - Finaliste (1) : 2019 avec le FC Grenoble

- Championnat de France de Pro D2 :
  - Finaliste du barrage d'accession (1) : 2017 avec l'US Montauban
  - Demi-finaliste (1) : 2018 avec l'US Montauban

- Championnat de France de fédérale 1 :
  - Champion (1) : 2014 avec l'US Montauban